# 21e brigade de protection de l'ordre public
La 21e brigade de protection de l'ordre public, nommée d'après Petro Kalnychevsky (en ukrainien : 21-а окрема бригада ім. Петра Калнишевського, abrégé en 21 ОБр ; numéro d'unité militaire 3011) est une brigade de la Garde nationale de l'Ukraine qui fait partie du Commandement opérationnel centre.

## Historique
Après la déclaration d'indépendance de l'Ukraine, le 6e régiment est formé par ordre de la KNSU le 2 janvier 1992 sur la base du 25e régiment de milice motorisé spécial des troupes intérieures de l'URSS (unité militaire 5445), formé sous le nom de 6e régiment (unité militaire 4106) de la 2e division orientale de la Garde nationale d'Ukraine.
En 1995, conformément au décret du président de l'Ukraine du 20 janvier, le 6e régiment est subordonné aux troupes intérieures du ministère de l'Intérieur de l'Ukraine, et devient la 21e brigade de police motorisée spéciale (unité militaire 3011).
En 2014, la brigade devient partie intégrante de la nouvelle Garde nationale de l'Ukraine. Elle participe à des opérations militaires dans l'Est de l'Ukraine, notamment lors de la bataille pour Sievierodonetsk, Lyssytchansk et Roubijné en juillet 2014.
Par décret du président de l'Ukraine du 23 août 2018 n° 240/2018, la brigade reçoit le nom honorifique « au nom de Petro Kalnychevsky ».

### Invasion russe
Lors de l’invasion russe de l'Ukraine, la brigade est stationnée en protection de Kryvyï Rih avec la 60e brigade mécanisée et des éléments de la 17e brigade de chars, tandis que le bataillon d'affectation opérationnelle participe à la bataille de Marioupol. La brigade reste ensuite positionnée dans l'oblast de Kherson en 2022. En septembre 2023, la 21e brigade est localisée au sud de Velyka Novossilka avec la 31e brigade opérationnelle en remplacement des brigades de marines.

## Structure
- QG de brigade[2]
- 1er bataillon de patrouille ;
- 2e bataillon de patrouille (Kryvyï Rih) ;
- 3e bataillon de fusiliers (Kropivnytskyi)[4] ;
- bataillon d'affectation opérationnelle[3];

L'unité est équipée de BTR-70 et SBA Novator.

## Personnalités liées
- Oleksandr Radiïevskyi, général commandant l'unité, mort au combat le 23 juillet 2014 ;
- Pavlo Snitsar, colonel, commandant de bataillon, mort le 23 juillet 2014 (tous deux lors de la bataille de Lyssytchansk et Roubijné).
- Anatoliy Petrenko, major, commandant de bataillon, mort le 12 août 2016.